# Axa Bank
Die AXA-Bank Europe, Brüssel, Zweigniederlassung Winterthur war die Schweizer Zweigniederlassung der in Brüssel ansässigen Axa Bank, die wiederum zum französischen Versicherungskonzern Axa gehört.
Die Axa-Bank erhielt 2008 die Zulassung der Eidgenössischen Bankenkommission (EBK) für den Schweizer Markt und nahm im Januar 2009 ihre operative Tätigkeit auf. Sie unterstand der Eidgenössischen Finanzmarktaufsicht (Finma) und war, wie alle Banken in der Schweiz, Unterzeichnerin der obligatorischen «Vereinbarung der Schweizer Banken und Effektenhändler über die Einlagensicherung».
Die Axa-Bank ergänzte die Produktpalette des Versicherungsunternehmens Axa Winterthur im Bereich kurz- und mittelfristige Anlagen. Sie bot Privatkunden ein Sparkonto, ein Festgeldkonto sowie ein Vorsorgekonto 3a an. Die Basisdienstleistungen der Produkte waren gebührenfrei. Der Vertrieb der Bankprodukte erfolgte online und über den Außendienst der Axa Winterthur. 2012 erreichte die Bank einen Umsatz von 474 Millionen Euro.
Im Verlauf des ersten Halbjahres 2012 stellte die Axa-Bank ihre operative Tätigkeit in der Schweiz wieder ein. Sie übertrug ihren Kundenbestand zum 1. Januar 2012 an die bank zweiplus.